# Criobiologia
La criobiologia és la branca de la biologia que estudia els efectes de la baixa temperatura en els éssers vivents. "Cryo" vol dir fred en grec. En la pràctica, la criobiologia és l'estudi del material biològic o dels sistemes a temperatures per sota de les normals. Entre els materials i sistemes que estudia la criobiologia es troben les proteïnes, les cèl·lules, els teixits biològics, els òrgans o els organismes complets. Les temperatures objecte d'estudi poden anar des de les moderades (hipotèrmiques) fins a les criogèniques.

## Àrees d'estudi
Com a mínim n'hi ha 6 de principals:
- Adaptació al fred dels microorganismes i plantes (enduriment enfront del fred), i animals, invertebrats i també vertebrats (incloent el fenomen de la hibernació)
- Crioprotecció
- Conservació d'òrgans sota condicions hipotèrmiques per a trasplantaments
- Liofilització
- Criocirurgia
- Física del subfusió (Supercooling)

## Criobiologia aplicada

### Història

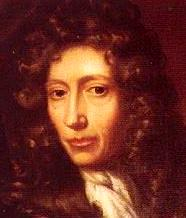
Boyle

Ja en l'antiguitat, cap a l'any 2500 aC. a Egipte, es feien servir les baixes temperatures en la medicina. Hipòcrates el recomanava per aturar les hemorràgies. Ja en època moderna, el científic Robert Boyle estudià els efectes de les baixes temperatures en els animals.
El 1949 l'esperma del toro va ser crioconservat per un equip dirigit per Christopher Polge (1926–2006). Això va portar a la pràctica comuna actual de conservar amb el fred molts òrgans, teixits i cèl·lules dels humans
La criocirurgia que provoca la destrucció controlada dels teixits es va iniciar amb l'operació d'un pacient amb càncer feta per James Arnott el 1845.

### Tècniques de conservació
La criobiologia és una ciència aplicada i principalment s'ocupa de la conservació a temperatures baixes. L'emmagatzematge hipotèrmic típicament es fa per sobre dels 0 °C però per sota dels 32 a 37 °C de la temperatura normotèrmica dels mamífers. Usant la crioconservació es fan servir temperatures entre – 80 a -196 °C.
Una regla en l'emmagatzematge hipotèrmic és que per cada 10 °C de reducció de la temperatura hi ha un descens del 50% del consum d'oxigen en l'exercici aeròbic.
La crioconservació de les cèl·lules està guiada pels dos factors establerts pel criobiòleg Peter Mazur, els quals estableixen que un refredament excessiu mata les cèl·lules per la formació de gel intracel·lular i si el refredament és massa lent mata les cèl·lules ja sia per la toxicitat electrolítica o per la destrucció mecànica. Durant el refredament lent es forma gel extracel·lularment fent que l'aigua surti de les cèl·lules per osmosi i aquestes es deshidratin. El gel intracel·lular pot ser molt més perjudicial que el gel extracel·lular.